# Greg Plitt
George Gregory Plitt, Jr., född 3 november 1977 i Baltimore, Maryland, död 17 januari 2015 i Burbank, Kalifornien, var en amerikansk fitnessmodell och skådespelare. Plitt var ursprungligen från Lutherville i Maryland. Han började intressera sig för fitness vid 11–12 års ålder, när hans far köpte ett hemmagym. Plitt gick ut Gilman School i Baltimore år 1996 och tog sin examen från United States Military Academy år 2000. Han arbetade som personlig tränare i Los Angeles, Kalifornien, där han även arbetade som skådespelare.
Den 17 januari 2015 filmade Plitt en reklamfilm för en egenproducerad energidryck i Burbank, Kalifornien. Han befann sig på tågspåren för pendeltågssystemet Metrolink, när han blev påkörd av tåg 268 på Antelope Valley Line, som framfördes av Metrolink MP36PH-3C lokomotiv 888. Plitt avled av skadorna han ådrog sig.